# Lysimachia linearifolia
Lysimachia linearifolia är en viveväxtart som beskrevs av William Griffiths och Wilhelm Sulpiz Kurz. Lysimachia linearifolia ingår i släktet lysingar, och familjen viveväxter. Inga underarter finns listade i Catalogue of Life.